# Història precolombina d'Hondures
La història precolombina d'Hondures es refereix a la història anterior a la dominació espanyola del territori hondureny que hui és Amèrica, en què ja existien organitzades espècies de nacions o tribus de descendents de l'Homo sapiens, que van creuar l'oceà –estret de Bering- fa 20.000 anys. Les migracions cap a Amèrica ja havien arribat a l'istme que hui ocupa l'Amèrica central, en què hi ha vestigis d'existència de flora i fauna prehistòriques de més de 30.000 anys, i d'existència humana a partir de 20.000 anys.

## Humans
Segons les recerques realitzades en les datacions de vestigis trobats al territori hondureny, es pot calcular l'existència d'humans d'aquesta manera: 

### Paleoamericans
| anys    | Descripció |
| 9000 ae | Els primers paleoamericans es desplaçaren cap a les costes de l'oceà Pacífic i dels rius d'aquest sector; les terres de la zona de Tutule (les valls orientals) foren ocupades després de les situades a la costa del Pacífic. Hi ha més coves a l'àrea oriental que foren ocupades pels primers pobladors, caçadors i recol·lectors; la seua societat està per investigar encara; l'estructura social no estava organitzada de manera simple. |

### Període arcaic

Mapa de les primeres migracions humanes en funció de la teoria de l'eixida d'Àfrica.
Homo sapiens
Neandertals
Primers homínids

| anys              | Descripció |
| 8000 ae           | El jaciment arqueològic més vell d'Hondures fou descobert per George Hasemann: la cova del Gegant; segons els arqueòlegs, "els primers habitants del que és hui Hondures, i probablement de Centreamèrica, van viure cap a 9.480 ae en la gruta del Gegant." Els investigadors que van treballar en aquesta cova "hi trobaren restes mil·lenàries de fibres de tèxtils, cordes i cistelleria, una petxina de caragol, objectes d'os, trossos d'artefactes de pedra treballada, puntes de projectils usats per a la caça, i d'aliments com panotxes de dacsa, fruites i vegetals, així com pintura rupestre." Márcala, La Paz. (Prova de datació de radiocarboni calibrada en tova volcànica i sediments de cendra: entre ±8480 i 9240 ae.) |
| 8000 ae           | Datació calculada per les evidències trobades a la zona sud d'Hondures de pobles nòmades caçadors i recol·lectors. |
| 4000 ae           | El poble que parlava la llengua Chibcha arriba a Centreamèrica. |
| 4000 ae - 3000 ae | Una sèrie de llocs entre altituds de 5.000 a 6.500 peus, a la rodalia de La Esperanza, Intibucá, on es trobaren les que ara són evidències de la presència d'humans en l'època preceràmica. |
| 2500 – 2000 ae    | Zona sud d'Hondures, comença la domesticació de plantes, coneixement de propietats comestibles, medicinals, etc. |

### Període formatiu
Descobriment de l'existència humana en el que hui és Hondures, al voltant de 2000 anys ae en àrees com la zona central (vall de Comayagua), zona nord-occidental (llac de Yojoa i vall de Sula).
| anys              | Descripció |
| 2000 ae           | Assentament humà que mostra una ocupació contínua d'almenys durant 3.000 anys. Els científics consideren aquest lloc no maia i alguns el qualifiquen d'assentament lenca o protolenca. Parc Natural Ecoarqueològic Los Naranjos. Pedra de sacrifici descoberta el 1934 per Doris Stone; també s'hi realitzà una excavació denominada el "Fossat de Saqueig" l'any 1967. |
| 2000 ae           | De les poblacions Chibchas establertes en el que hui és Costa Rica, uns emigren cap al nord, fins a establir-se en el que hui és Hondures. |
| 2000 ae           | Possible arribada de Mayangna (sumos) a Hondures i Nicaragua. |
| 2000 ae - 1000 ae | Possible arribada de Pech al territori que hui és Hondures. |

### Període preclàssic: 1500 ae – 300 de
| anys    | Descripció |

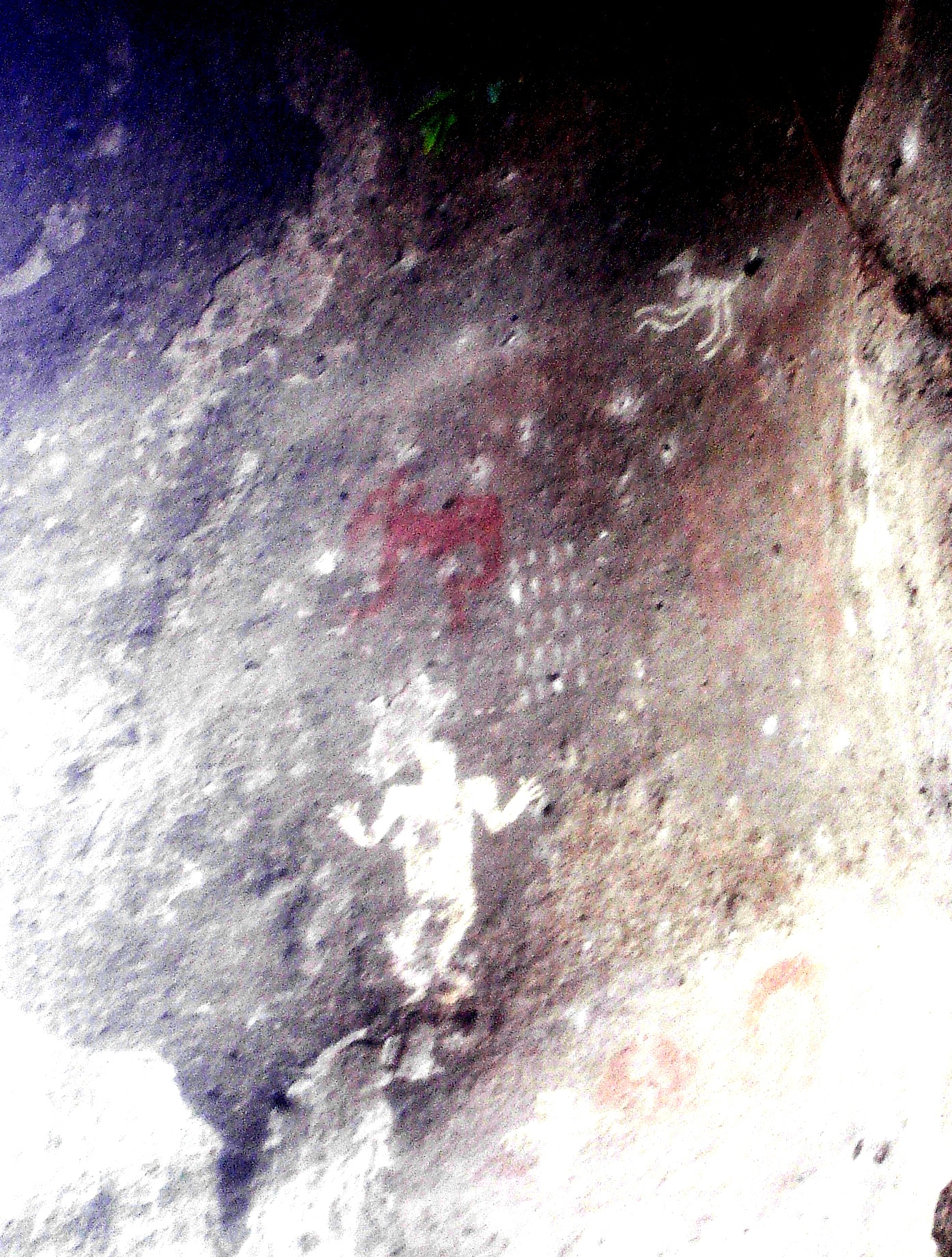
Pintures rupestres a Santa Elena

| 1000 ae | Aparició de pobles agrícoles sedentaris, al nord d'Hondures. El 1983, Jerrel Sorensen, Kenneth Hirth i Geoge Haseman feren un reconeixement geològic d'una àrea de 6 km², amb el propòsit de localitzar i descriure els dipòsits d'obsidiana que originàriament havien estat reportats per Lunardi el 1948. "L'obsidiana fou un important recurs, emprat pels grups amerindis per a l'elaboració d'artefactes tallants. Alguns estudis recents indiquen que els artefactes d'obsidiana procedents de les fonts del centre de Mèxic i les altes terres de Guatemala foren objectes preuats de comerç de banda a banda de Mesoamèrica en una data tan primerenca com l'any 1000 ae. Les exploracions arqueològiques han posat de manifest que l'obsidiana fou un objecte d'ampli comerç en tot Hondures, almenys a partir del 900 al 700 ae. |

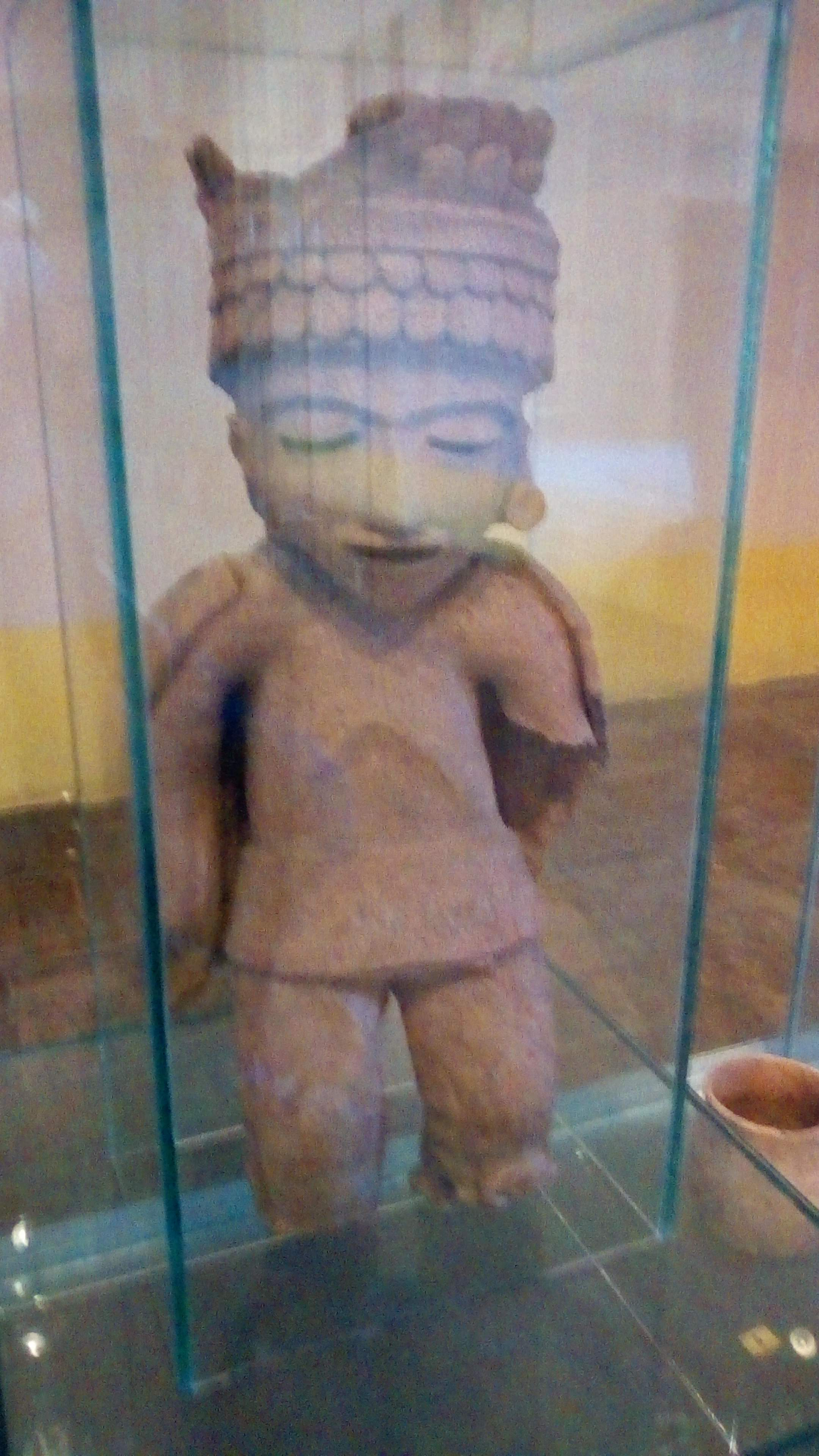
Ceràmica lenca que representa un cacic; peça potser del preclàssic tardà

### Formatiu mitjà 850 – 650-500 ae
| anys             | Descripció |
| 1000 ae – 800 ae | Les coves de Talgua, Olancho, del període preclàssic mitjà (1000-900 ae). Ofereix moltes pistes valuoses sobre com els habitants d'aquestes coves formaren un vincle important entre la Mesoamèrica precolombina. |
| 850 - 100 ae     | Fundació de Copán, societat que va durar almenys al voltant de 400 anys. Els maies construïren l'acròpoli de Copán, hui en ruïnes, una de les majors atraccions d'Hondures. Es creu que quan la ciutat de Copán estava en l'apogeu arribà a albergar 20.000 persones. Els maies vivien en impressionants centres urbans, i en ser abandonats a les terres baixes al final del període clàssic, 800-1000 de, desaparegué aquesta societat completament. Els maies deixaren moltes mostres de la seua existència a l'occident d'Hondures: els Jocs de Pilota, la Gran Plaza, L'Escalinata Jeroglífica, L'Acròpoli, els Túnels, el Túnel dels Jaguars, el jaciment arqueològic Las Sepulturas, Los Sapos... les esteles: Estela A, Estela B, Estela C, Estela D, Estela I, Estela F, Estela H. Jaciment el Puente de la Jigua, el Rastrojón... |
| 500 ae           | Comencen a sorgir petites societats al nord d'Hondures, i al centre comença l'agricultura. |
| 200 - 100 ae     | La zona propera a El Cajón és habitada per cultures maies. |

| anys   | Descripció                                                                   |
| 250 de | Comencen les guerres entre els migrants per ocupar terres al sud d'Hondures. |

### Període clàssic
Aquest període abasta des de l'any 300 al 900 de: una gran quantitat de restes arqueològiques trobades a Hondures entren en aquest període i es caracteritzen per una ceràmica policroma que apareix en diferents zones del país, incloent Copán, ja que dins d'aquest període es troba el seu major auge cultural i expansió demogràfica.
| anys         | Descripció                                                                                      |
| 400 - 500 de | Fundació d'El Puente, situat a la vall de la Venta i Florida, per la societat maia en expansió. |

### Període clàssic tardà 500 – 1000 de

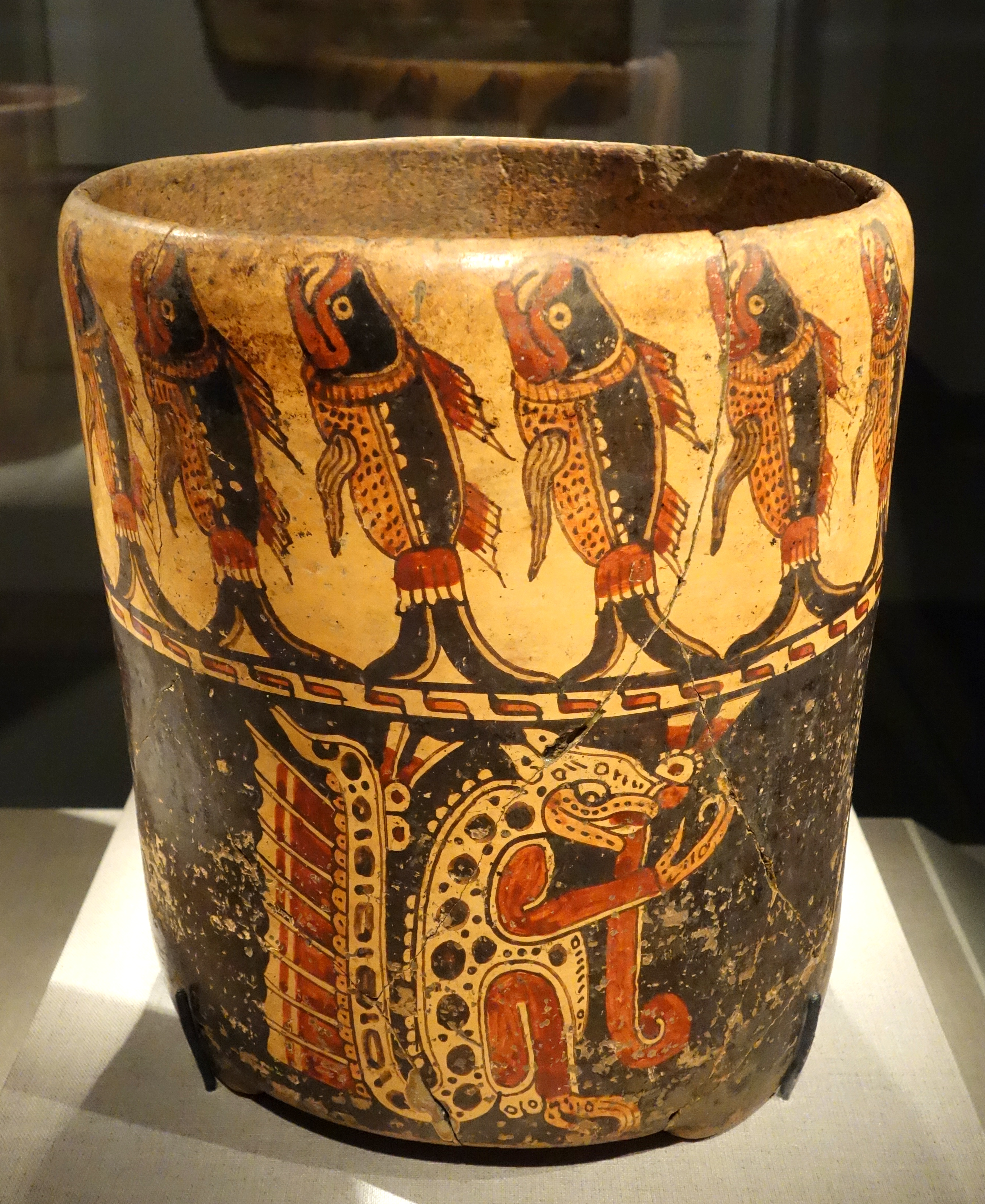
Atuell trobat a la vall d'Úlua: la seua datació és compresa entre els 600-900 de

| anys          | Descripció |
| 500 de        | Sorgeix la dinastia Yax Kuk Mo a Copán. |
| 500 - 1000 de | Fundació de l'assentament cernaco a l'Ulúa. Mozonte afirma la seua pertinença cultural al poble Chorotega, però no n'hi ha més evidències, tret d'algunes restes ceràmiques del tipus Ulúa, que és un poble emparentat amb els pobladors del llac Yohoa en l'actual territori d'Hondures. |
| 700 de        | La primera migració mexicana –Chiapaneca- arriba a Centreamèrica. |
| 822 de        | Caiguda de la dinastia Yax Kuk Mo a Copán. Al centre d'Hondures es desenvolupen organitzacions comunals socials, polítiques i demogràfiques. Al sud comencen a florir centres urbans. |
| 850 de        | Els parlants de la llengua Matafalpa se separen en dos grups: Matagalpa i Cacaopera. |

### Període postclàssic
Període circumscrit als anys 900 - 1500 de; s'hi fa notar la decadència cultural i demogràfica en general i hi apareixen influències externes.
| anys           | Descripció |
| 1000 de        | Col·lapse general de les terres maies del sud (Guatemala); migració de nou cap a l'occident d'Hondures, mentre que al centre decauen els nuclis regionals.                                                                                  |

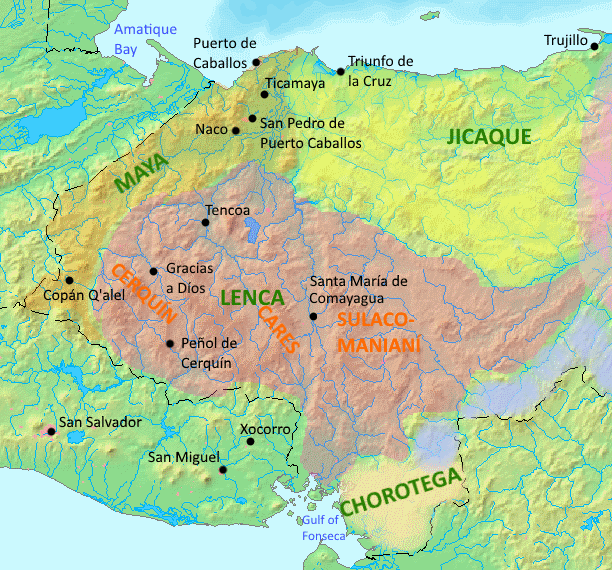
Localització territorial de població al segle XVI

| 500 - 1000 de  | Els chorotegues s'assenten a Costa Rica, Nicaragua, Hondures... La Ciutat Blanca potser fou fundada per l'ètnia local Pech, que radica ancestralment a la regió: es tractaria d'una civilització que va existir entre el 1000 i el 1200 de. |
| 1200 de        | Amb la caiguda de Chichén Itzá (Mèxic) sorgeixen nous ordres socials, que provoquen una intrusió (Mèxic i Guatemala) al nord i nord-oest d'Hondures amb migracions; al sud creix la població i s'intensifica l'agricultura.                 |
| 1300 - 1400 de | Grups nahues s'estableixen al nord-est i nord-oest d'Hondures. |
| 1300 - 1500 de | Establiment de tolupans al territori d'Hondures. |
| 1300 - 1400 de | Els maies funden una zona residencial que hui és El Rastrojón. |
| 1400 de        | S'hi assenten els xicaques (tolupans), que fins a l'actualitat han ocupat les seues terres originàries als departaments d'Olancho, Yoro i Atlántida. Hui dia tenen una "reserva" a la Muntanya de la Flor, a Francisco Morazán.             |
| 1400 - 1500 de | Apareixen zones poblades per lenques, situats al centre d'Hondures i El Salvador. |
| 1450 de        | Es produeix la separació de les llengües suma i miskita. |

### Període de conquesta i colonització

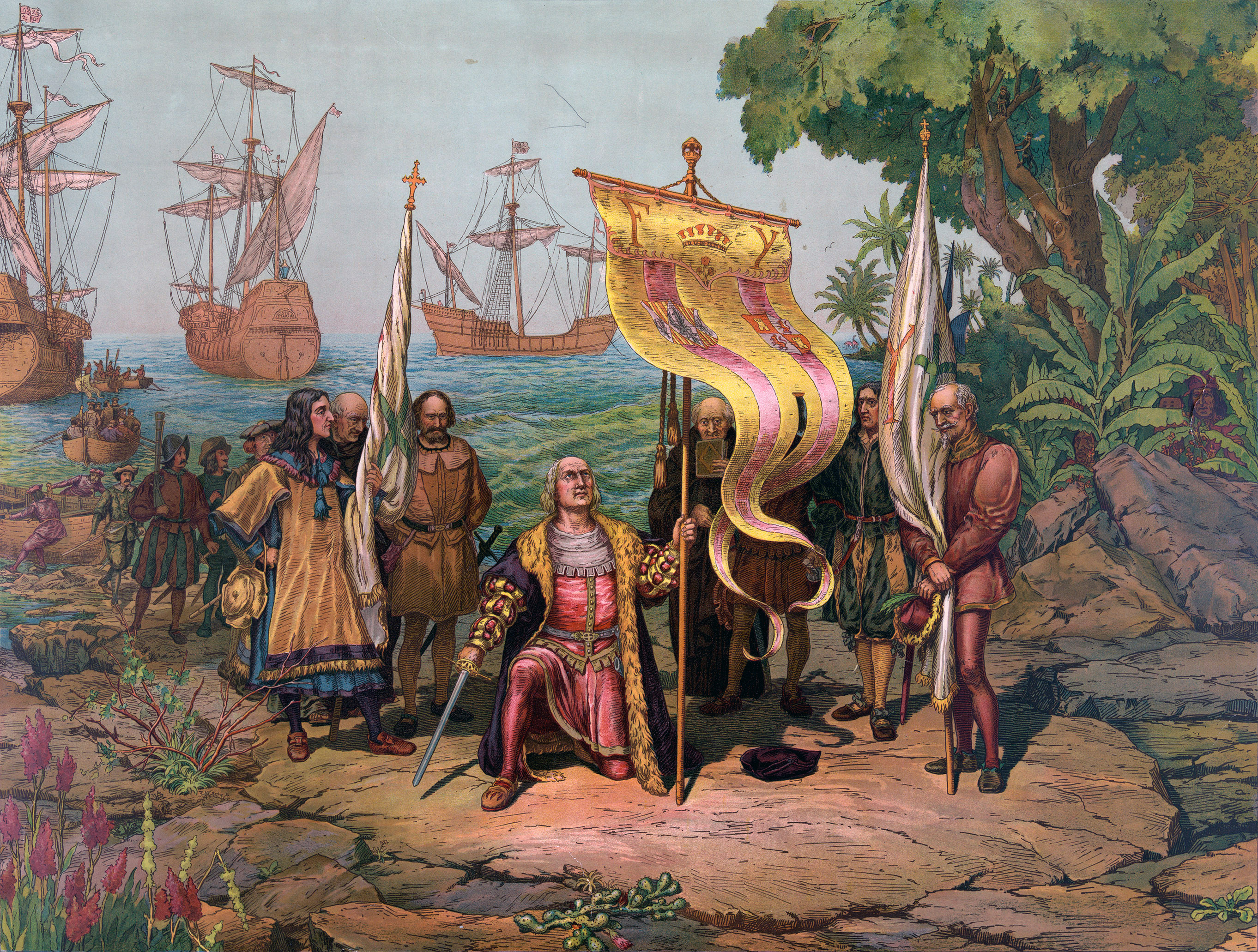
Representació de Cristòfor Clom quan arriba al continent americà

Mapa de les diferents entitats territorials que existien a Hondures i la resta de Centreamèrica al s. abans de l'arribada dels espanyols

| anys        | Descripció |
| 1492 de     | Descobriment oficial d'Amèrica per l'almirall genovés Cristòfor Colom. |
| 1502        | El 14 d'agost desembarcà Colom a la costa nord d'Hondures. En època precolombina el territori era denominat "Guaymuras" i "Hibueras".                                                                                     |
| 1550        | Apareixen grans centres en terres altes occidentals (Naco) i al sud d'Hondures s'incrementa la complexitat política. |
| 1550 -1600  | Els miskitos s'assenten a l'est d'Hondures i nord-est de Nicaragua. |
| 1550 - 1600 | Els chortís s'assenten al centre i sud-oest d'Hondures i El Salvador. |
| 1604        | (s. XVII) Primer contacte Tawahka amb espanyols; els Tawahkas s'allotjaven en les ribes del ric Coco Guayambre, Guayape-Negre i Wampú, al curs mitjà del riu Patuca; el seu territori aproximat era de 9.300 km quadrats. |

### Usos
| Tipus     | Descripció |
| Vestit    | Escorça d'arbres i cotó silvestre i per als tints van utilitzar vegetals com l'indi (indigofera) i el brasil (Caesalpinia i Peltophorum). |
| Aliment   | El trinomi compost pel dacsa (cereal), fesol i carabassa, iuca o mandioca (tubercle), fruita i llavors, palma de pejivalle i arruruz, xile, cacau, achiote, mel d'abelles... Un dels principals aliments en fou la montuca -una mena de tamal preparada amb dacsa.                                                                              |
| Beguda    | Chica de dacsa, nancite, coyol, i el dolç de cacau. |
| Artesania | Resina i mobles de pi (Pinus oocarpa). Cistelleria amb fibra del tule (Cyperus canus) i de pita (atzavara americana). Filats rústics de fibres d'henequén (Atzavara fourcroydes). I farcells amb fibres de palma (Thrinax Morrisii), fang, tuza (fibra de dacsa), fusta, cuir, obsidiana –alguna importada d'Ixtepeque i El Chayal a Guatemala. |

## Fauna
Alguns fòssils d'espècies antigues d'animals foren trobats als s. XVIII i XIX al territori d'Hondures per funcionaris de la corona espanyola, els quals se'ls quedaven en les seues col·leccions privades, alguns d'ells anotats com: restes d'animals antediluvians; la investigadora J. Leydi va proposar al 1869 que algunes restes de mastodonts trobades a Hondures no eren autèntiques, dubte esclarit pel científic Justo Egózcue al 1871. En el departament de Lempira és on més restes fòssils s'han trobat, i se'n feren recerques entre 1930 a 1940 que concorden amb l'hemfillià primerenc; a la rodalia de la ciutat de Gracias es trobaren més restes d'animals procedents del nord i Sud-amèrica, com el mastodont americà (mamut), a més de l'os mandrós, armadillo (Clyptodontes), gos quebrantaossos i capibara (ratolí gegant), segons el paleontòleg Walter Murcia.
| Tipus                      | Descripció |
| Amplicyon                  | Era un carnívor i fou el darrer de la seva línia evolutiva, fins al llop dels nostres dies. |
| Cèrvid                     | Indeterminat. |
| Meriquip                   | Els cavalls foren duts pels espanyols a Amèrica, tot i que se n'ha trobat evidència de restes de quatre dels cinc gèneres: són cavalls de tres dits de les capes pliocenes tardanes de la formació del que hui és el territori de Gracias, departament de Lempira a Hondures. Equus, comú en el Plistocè i representat pels darrers veritables cavalls salvatges americans. L'Eqqus hondureny no ha estat catalogat, tot i que es troba entre els de la seua espècie de Merychippus (miocé) de menys de 25 milions d'anys. |
| Neohipparion montezuma     | Categoritzat. |
| Osteoborus cynoides        | Espècie de hiena gran originària de Nord-amèrica. |
| Pliohippus hondurensis     | Catalogat com a nova espècie eln 1941. |
| Procamelus                 | S.p. |
| Protohippus                | S.p. |
| Rhynchotheriun hondurensis | Categoritzat com l'únic Teleocerus (rinoceront), fou registrat per Blick (1929) i més tard per McGrew (1941), un gènere de rinoceront molt comú a Amèrica del Nord durant l'època del pliocé. |
| Teleocerine rhinoceros     | Categoritzat. |

A Tapasuna, proper a Gracias, departament de Lempira, es trobaren dues restes de mamuts pertanyents al gènere Rhynchotherium, i s'estudiaren al 1929; són espècies de mastodont de grandària petita a mitjana, identificades per la mandíbula angulada. Aquests mastodonts (Bucktherium blicki i Agbelodon hondurensis) tenien dos ullals maxil·lars i dos de mandibulars i els devien utilitzar com a tisores, per a tallar per l'arrel vegetació de terra humida o vegetació de pantà.
El 2013 uns treballadors d'un talús adjacent a l'edifici del palau de Justícia trobaren un ullal de mastodont, d'uns 60 cm de llarg; i alsguns especialistes de l'Institut Hondureny d'Antropologia i Història calcularen que tal espècie podria datar d'entre 10000 i 15000 ae.

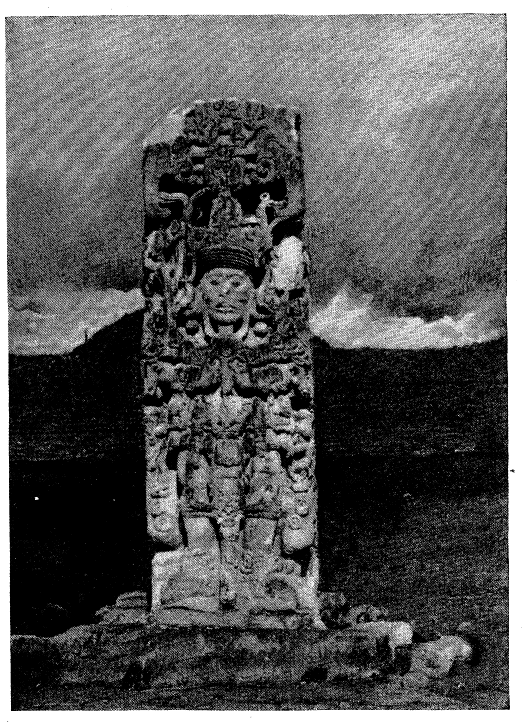
Estela B maia de Copán

A l'Estela B del jaciment de Copán, hi ha representats dos paquiderms, que serien dos mastodonts domesticats, perquè no hi havia elefants a Amèrica central; els científics suggereixen la hipòtesi que eren espècies supervivents del plistocé.

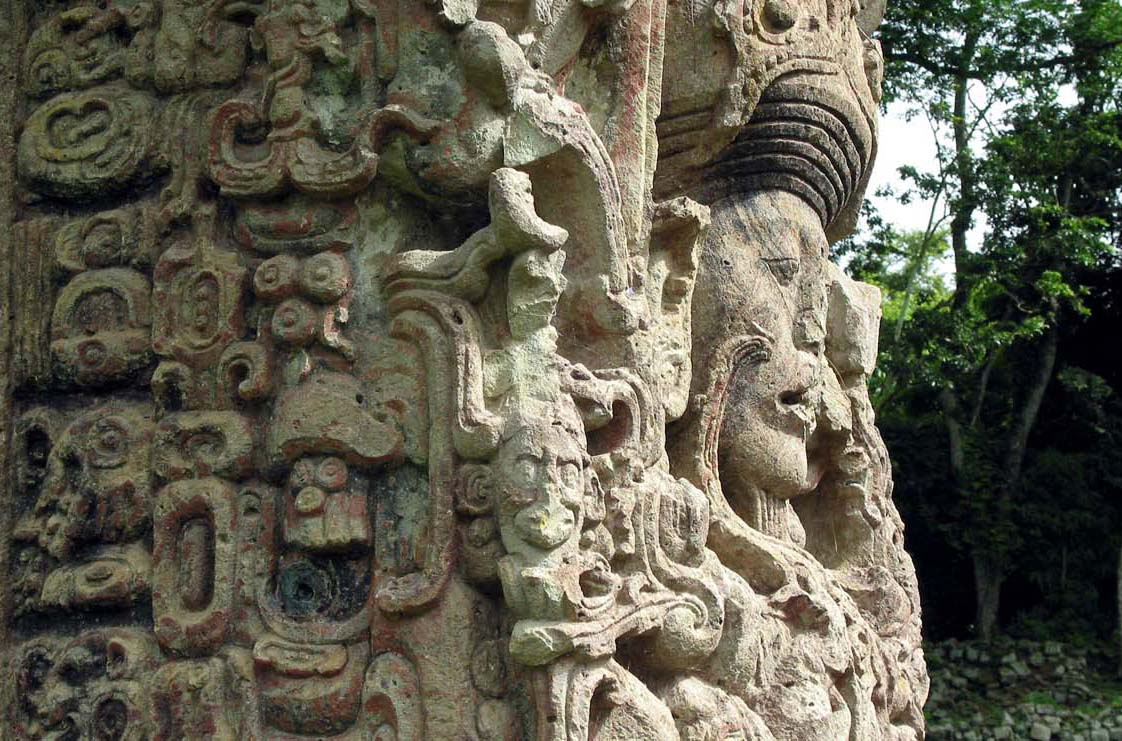
Detall de l'Estela B maia de Copán

Hi ha restes del toxodon, espècie d'animal semblant als hipopòtams, trobades al nord de Guatemala i a Hondures.
Hi ha també dues espècies camelidae que són: el Procamelus del pliocé (fa 6 milions d'anys) trobat al territori de Lempira, i el Paleollama del plistocé (2 milions a 20.000-15.000 anys).
Hi ha restes de Megatilherdidae, que són espècies d'ossos mandrosos herbívors arboris, que a Hondures es coneixen com a "perico lleuger", de finals de l'època del plistocé (2 milions a 5.000 anys), dels quals es coneixen tres famílies principals: Megalonyclidae i Megatherdidae.
Els glyptodontes, els cholamttheres, i els armadillos: aquests últims són els únics representants d'aquests organismes en l'actualitat; l'evidència fòssil demostra que hi hagué Giyptotherin Floridanun, identificat pel Dr. Dave Gillet, i possiblement chamytheres, que existirien a Hondures durant el plistocé. Els Glyptodontes eren tortugues gegantesques.
Restes de Rodentia queden representats a Hondures per una mandíbula descoberta al riu Humuya per un equip de paleontòlegs dirigits pel Dr. S. David Webb, entre 1937 a 1938 a Lempira per al Museu de Walker. Aquest espècimen és un rosegador gran de Sud-amèrica, conegut com a capybara.
Els cànids del pliocé trobats a Hondures són osteoburus (cynoides i amphicyon sp).
Un felí fòssil trobat a Yaroconte, departament de Copán, s'ha registrat com Felis Concolor, datat del plistocé.

## Flora
De la vegetació fòssil trobada al territori d'Hondures, de les èpoques prehistòriques, hi ha registrada:
| Tipus                         | Descripció       |
| Família: Celastraceae Gènere: | Guminda s.p.     |
| Família: Sapindaceae Gènere:  | Scinmidelia s.p. |
| Família: Legume Gènere:       | indeterminat     |
| Família: Palma Gènere:        | indeterminat     |

Els tràmits encaminats a declarar la ciutat maia de Copán Patrimoni de la Humanitat van culminar al 1980 i, posteriorment, el 1982, fou també declarada Monument Nacional.